# Kissonerga
Kissonerga (griechisch Κισσόνεργα, türkisch Cissonerga) ist eine Gemeinde im Bezirk Paphos in der Republik Zypern. Bei der Volkszählung im Jahr 2021 hatte sie 2292 Einwohner.

## Name
Anfangs und während der fränkischen Besetzung wurde das Dorf aufgrund der vielen Gewässer in der Gegend mit dem Namen Chrysonera (griechisch Χρυσονέρα) und selten auch mit Krissonera (griechisch Κρισσονέρα) bezeichnet, eine Paraphrase des griechischen Wortes für „Gold“. Der Ausdruck „Gold“ stammt wahrscheinlich von der Tatsache, dass das Wasser das Gold der Gegend war, da es laut Bewohnern zur landwirtschaftlichen und wirtschaftlichen Entwicklung des Ortes beitrug.
Eine andere Erklärung ist, dass der erste Teil des Namens vom Wort kissos kommt, das so viel wie Efeu bedeutet, während sich der zweite Teil des Namens aus dem Wort erga ergab, was „Werke“ bedeutet.

## Lage und Umgebung

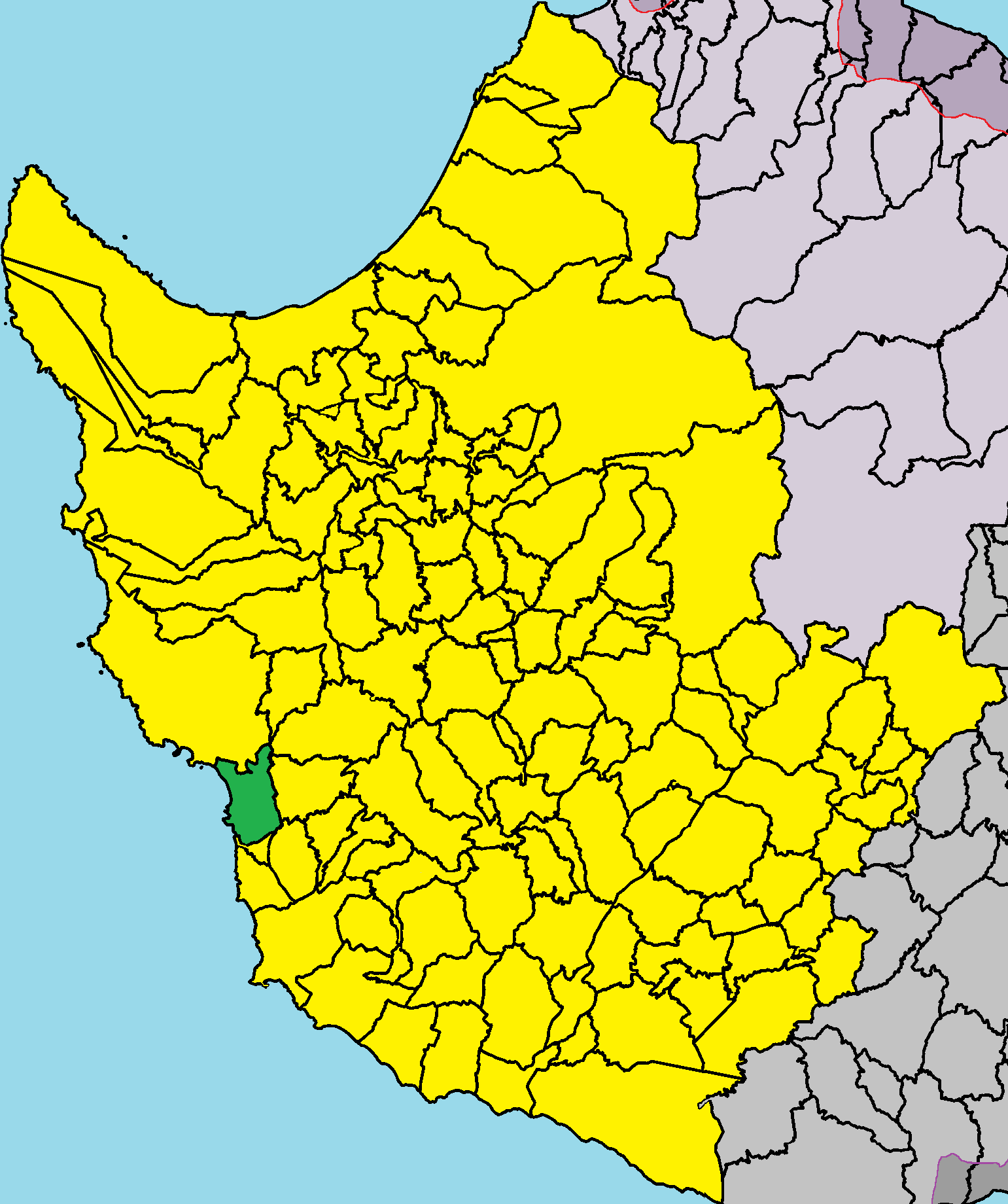
Lage im Bezirk Paphos

Kissonerga liegt im Westen der Mittelmeerinsel Zypern auf einer Höhe von etwa 80 Metern, etwa 7 Kilometer nördlich von Paphos, etwa 150 Kilometer südwestlich von Nikosia und 70 Kilometer nordwestlich von Limassol. Das 9,5 Quadratkilometer große Dorf grenzt im Norden an Pegia, im Nordosten an Kili, im Osten an Tala, im Südosten an Emba und im Süden an Lemba. Das Dorf kann über die Straßen E701 und E706 erreicht werden.
Im Gemeindegebiet befindet sich der Mavrokolympos-Fluss und auch ein Teil des Mavrokolympos-Stausees.

## Geschichte
Die Existenz des Dorfes als Gemeinde wird nur durch schriftliche Quellen aus dem 16. Jahrhundert und insbesondere durch offizielle Dokumente Venedigs bestätigt.
Im Dorf wurden drei neolithische Siedlungen aus der Bronzezeit gefunden, eine an der Stelle von Mosfilia, die besichtigt werden kann und wo Werkzeuge aus der Kupfersteinzeit gefunden wurden, die zweite an der Stelle von Skalia und das dritte befindet sich an der Stelle von Myluthkia. Ganz in der Nähe dieser beiden Siedlungen wurde die neolithische Siedlung Lemba ausgegraben. Es wurden sechs Wasserbrunnen entdeckt, von denen zwei in denselben Siedlungen mit einem Alter zwischen 9000 und 10.500 Jahren die ältesten der Welt sind.
Am Standort Potima in der Küstenzone von Kissonerga wurde eine Säule aus römischer Zeit in einer Höhe von 1,58 Metern mit einer Inschrift und an derselben Stelle eine zweite Säule mit zwei Inschriften gefunden, die in einer Höhe von jeweils 2 Metern erhalten ist befinden sich heute im Archäologischen Museum von Paphos.
Neben der Hauptkirche Metamorfosi tou Sotiros befinden sich die Fundamente der zerstörten Kirche von Agios Zinaidos und Filonnilas.
In der byzantinischen Zeit wird ein Aussichtsturm erwähnt, der sich mit den damaligen arabischen Überfällen befasste. Münzen aus byzantinischer Zeit wurden auch in der Küstenstätte Kissonerga-Mylouthkia gefunden. Während der fränkischen und venezianischen Zeit wurde das Dorf Chrysonera genannt und war ein königliches Gut.
Im Befreiungskampf 1955–1959 von den Briten in Kissonerga wurde der erste britische Soldat von Zyperngriechen getötet. Kissonerga selbst hatte Opfer, Mitglieder der EOKA, Christos Kklelis und Georgios Michael, von denen sich Büsten auf dem zentralen Platz des Dorfes befinden, sowie auch Charalambos Karagiannis. In derselben Straße befindet sich vor dem Eingang eines Hauses eine Denkmal-Gedenktafel an die Stelle, an der der Student Georgios Michael 1956 im Kampf fiel und von britischen Soldaten ermordet wurde.

### Bevölkerungsentwicklung
Die folgende Tabelle zeigt die Bevölkerung des Dorfes, wie sie in den in Zypern durchgeführten Volkszählungen erfasst wurde.
| Jahr      | 1881 | 1891 | 1901 | 1911 | 1921 | 1931 | 1946 | 1960 | 1976 | 1982 | 1992 | 2001 | 2011 | 2021 |
| Einwohner | 245  | 309  | 329  | 403  | 424  | 485  | 677  | 698  | 730  | 809  | 1092 | 1380 | 2004 | 2292 |

## Kultur und Sehenswürdigkeiten

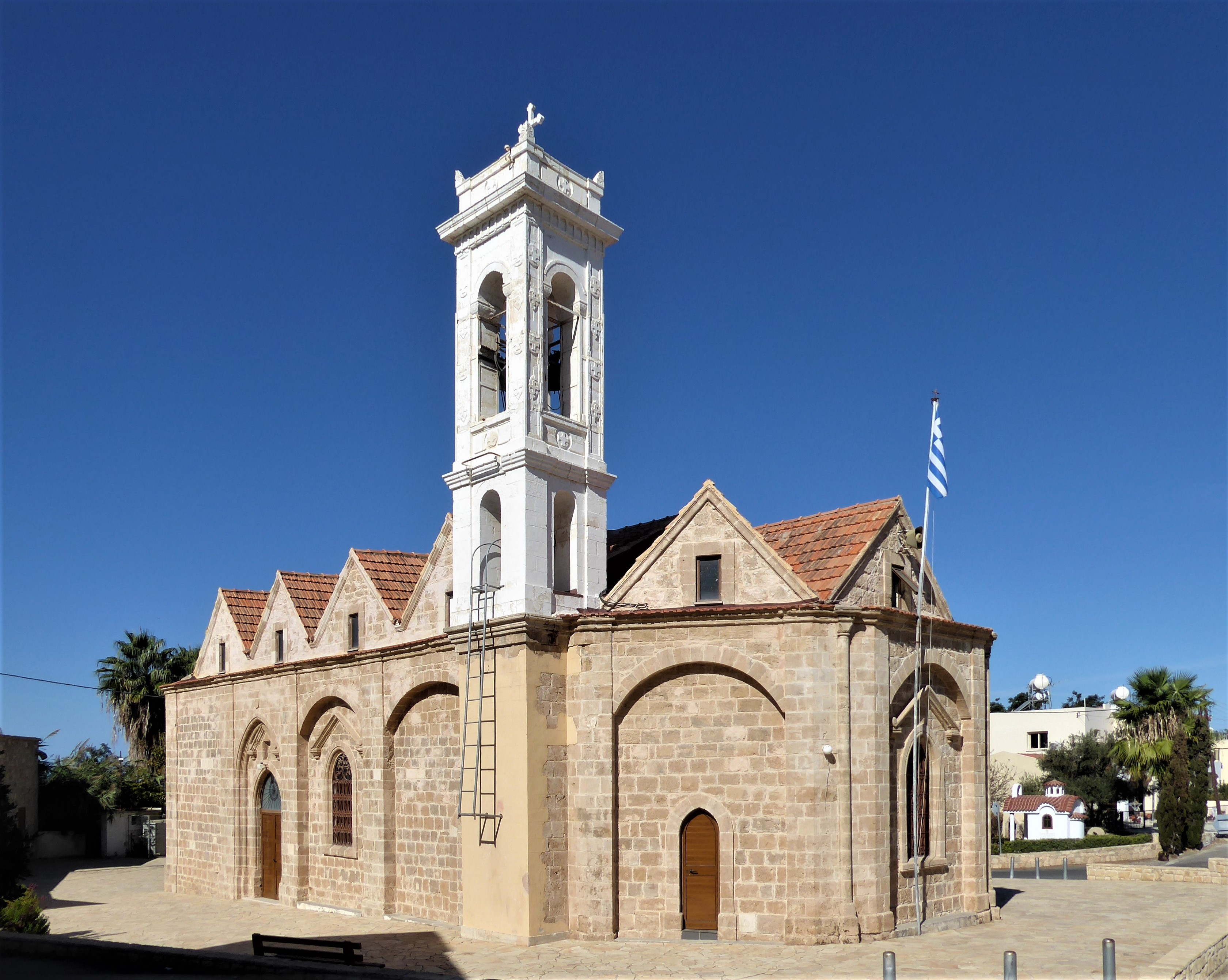
Kirche von Metamorfosi tou Sotiros (Kissonerga)

Kissonerga verfügt über einen Kindergarten, eine Grundschule und zwei Plätze, den zentralen Platz „Chrysonera“ und den „Navy Park“. Es gibt einen Fußballverein namens Kissos, der im städtischen Stadion von Kissonerga antritt. In Mosfilia gibt es die chalkolithische Siedlung, die eine besuchbare archäologische Stätte ist.
Es hat zwei Kirchen, Metamorfosi tou Sotiros und Agios Kononas, die in einer Höhle erbauten Kapellen von Agia Konona, Agios Nikolaos und Agia Paraskevi an der Stelle von Api, Agia Marina und Agios Zenaidos und Filonnila im Zentrum des Dorfes.